# Arenópolis
Arenópolis é um município do estado de Goiás. A população projetada pelo IBGE para 2020 é de 2536 habitantes.